# قطرس كبير
قطرس كبير (الاسم العلمي: Diomedea) جنس طيور بحرية من النوئيات. موطنها البحار الجنوبية من جهتي خط الاستواء. أنواعه ثمانيه اثنان منها منقرض جميعها كبيرة الجثة.